# Station Shepherd's Bush
Shepherd's Bush is een spoorwegstation van London Overground aan de West London Line. Het station is gebouwd als onderdeel van de ontwikkeling van het Westfield Shopping Centre, de bouw van het station is betaald door de projectontwikkelaar als bovenwijkse voorziening.
De bouw van een busstation en de reconstructie van het gelijknamige metrostation aan de Central Line maakten deel uit van dezelfde regeling.
De bouw begon in 2006, het station zou in de zomer van 2007 geopend worden. Toen bleek dat het perron 46 cm te smal was volgens de regelgeving voor spoorwegstations is het perron verbouwd en uiteindelijk in 2008 geopend.